# Personnages de Code Geass
 (juin 2023).
Si vous disposez d'ouvrages ou d'articles de référence ou si vous connaissez des sites web de qualité traitant du thème abordé ici, merci de compléter l'article en donnant les références utiles à sa vérifiabilité et en les liant à la section « Notes et références ».
Cet article présente les Personnages de l'anime Code Geass.

## Personnages principaux
Lelouch Lamperouge (ルルーシュ・ランペルージ, Rurūshu Ranperūji)
- Seiyū : Jun Fukuyama (Lelouch Lamperouge enfant : Sayaka Ohara)
- Surnoms : « Zero », « Lulu »
- Âge : 17 ans
- Carrure : filiforme
- Nationalité : Britannien
- Date de naissance : 1999/12/05 a.t.b
- Signe du Zodiaque : Sagittaire
- Groupe sanguin: A
- Taille : 178 cm
- Année scolaire: 2e année de lycée
- Apparence : Cheveux marron-noir, yeux mauves, mince, pas de muscles, visage charismatique.

Se fondant dans la masse des étudiants de l'Académie Ashford, Lelouch Lamperouge est en réalité un prince de l'empire de Britannia, fils de l'empereur actuel et de la dernière impératrice, Marianne. Son véritable nom est Lelouch Vi Britannia (ルルーシュ・ヴィ・ブリタニア). Il était le onzième prince et le dix-septième dans la course au trône avant que sa mère soit assassinée et sa sœur estropiée dans une attaque terroriste. Âgé alors de dix ans, il s'opposa publiquement à l'empereur et l'accusa d'être responsable du drame de par sa passivité. En représailles, son père lui ôta son rang de prince et l'envoya, déchu, au Japon afin d'en faire un otage politique, au cours du conflit pour la sakuradite. Durant cette période, il résida chez le Premier Ministre Japonais et tissa des liens d'amitié avec son fils, Suzaku Kururugi.
Cependant, quand l'empire décida d'envahir le Japon à l'aide de son tout nouveau bataillon de méchas Knightmare Frames, Lelouch se retrouva en difficulté. Pour se protéger, lui et sa sœur, ils cachèrent leur identité en prenant pour nom celui de feu leur mère, Lamperouge, et demandèrent de l'aide à la famille Ashford, qui étaient des alliés de sa mère. Seuls la famille Ashford et Suzaku Kururugi connaissent leur vrai nom lorsque la série débute.
Lelouch est persuadé que le monde se trouve dans un cercle vicieux de violence et d'oppression qui ne peut être brisé que si quelqu'un prend les devants et tente d'agir concrètement. Fort intelligent par nature et très doué aux échecs, Lelouch fait partie du conseil des élèves de l'Académie Ashford. Il pourrait aisément se faire remarquer de par ses divers talents, mais préfère jouer le jeu de l'élève moyen pour ne pas attirer l'attention.
Lelouch recevra de la mystérieuse C.C. le Geass, un étrange pouvoir lui permettant d'exercer un contrôle absolu sur une personne dont il croise le regard. Pour poursuivre sa quête contre Britannia, il s'invente une nouvelle identité et cache son visage sous un casque, un costume et une cape noire. Devenu le mystérieux Zero (ゼロ), il crée par la suite L'Ordre des chevaliers noirs, en s'alliant à un groupe de résistants Japonais et commence une campagne terroriste contre les puissants qui oppriment les délaissés. Il est disposé à faire tout ce qui est en son pouvoir pour provoquer la chute de l'empire, même si cela signifie mentir à ses subordonnés ou sacrifier des innocents et des alliés pour parvenir à ses fins. Lelouch est cependant loin d'être un être sans cœur : ses deux véritables buts sont de venger sa mère, qu'il chérissait, et de construire un monde idéal où sa sœur pourra vivre en paix.
Il est horrifié par la mort accidentelle de la princesse Euphemia qu'il a directement provoqué, profondément ému par le décès de Shirley et devient complètement malade à la suite de la pulvérisation de Tokyo... ainsi que visiblement sa sœur Nunally. Fou de pouvoir, fou de rage et de douleur, il semble sombrer dans l'inhumanité la plus absolue. On comprend finalement qu'il désire rassembler le monde par la force afin d'offrir une démocratie viable, idéale et équitable à ses peuples, en se suicidant après avoir concentré toute la haine du monde sur lui-même. Le visage réel de Lelouch est ainsi dévoilé ; celui d'un utopiste, d'un homme bon, prêt à se sacrifier pour que le monde continue sa marche vers l'avenir.
Suzaku Kururugi (枢木 スザク, Kururugi Suzaku)
- Seiyū: Takahiro Sakurai (Suzaku enfant: Akeno Watanabe)
- Surnoms: « Le chevalier blanc »
- Âge: 17 ans
- Carrure : filiforme
- Nationalité: Eleven
- Date de naissance: 2000/07/10 a.t.b
- Signe du Zodiaque: Cancer
- Groupe sanguin: O
- Taille: 176 cm
- Statuts : Soldat britannien; Sous-officier; Knight of Seven; Knight of Zero; Zero

Il s'agit de l'ami d'enfance de Lelouch ainsi que du fils du dernier premier ministre japonais, Kururugi Gembu. Pour des raisons inconnues, l'existence de Suzaku a été tenue secrète jusqu'après la guerre. Après l'invasion du Japon par l'empire de Britannia, Suzaku rejoint l'armée britannienne et devient un Britannien d'honneur. Plus tard, en tant que membre de la R&D Division, il devient pilote du Lancelot. Il garde toujours avec lui une montre de poche, un souvenir de feu son père, qui le protège de la mort. Il est d'accord avec Zero sur le fait que l'Empire est corrompu et n'est pas digne d'être servi, mais il veut cependant changer et améliorer l'Empire de l'intérieur afin de se prouver que son père n'est pas mort en vain. Il agit ainsi car il pense qu'obtenir des résultats par de mauvaises méthodes (celles de Zero entre autres) ne signifie rien. Suivant le destin, Suzaku devient pilote du Lancelot pendant la bataille du ghetto de Shinjuku car, étant une unité expérimentale, utiliser de vrais pilotes de Knightmare n'était pas pensable. Après que Lloyd eut fait examiner Suzaku pour savoir s'il était capable de piloter une Knightmare Frame, il a été révélé par le test que Suzaku possédait tous les acquis nécessaires pour devenir un excellent pilote. Après l'incident, il devient bouc-émissaire pour la mort de Clovis dans un plan apparemment mené par Margrave Jeremiah Gottwald. Il est pourtant acquitté et rentre dans l'Académie Ashford d'après une recommandation de la Princesse Euphemia. Son rang au sein de l'armée britannienne était à l'origine soldat, mais il a été par la suite promu sous-officier par la princesse Cornelia quand celle-ci débarqua au Japon pour la première fois. Malgré sa position au sein de l'armée, Suzaku considère toujours Lelouch comme un ami.
Une confrontation entre Mao et Suzaku au cours de l'épisode 18 a révélé que ce dernier avait tué son propre père quand, juste après l'invasion britannienne, horrifié par la dévastation du pays due à la guerre, il essayait de convaincre celui-ci de se rendre. Son père le prenant pour un traitre et refusant de se rendre, l'enfant de dix ans lui poignarda le ventre pour éviter la résistance violente qu'il prônait. L'incident a été dissimulé et Suzaku a été épargné. Le gouvernement japonais, jeté dans le désarroi, s'est vu obligé de se rendre.
Lelouch justifie ce qu'il a fait en reprenant les paroles de Kirihara du groupe de Kyoto: la mort de Kurugi Gembu a estompé et étouffé dans l'œuf l'ultime appel lancé par la résistance japonaise. De plus, il prétend, en tant que Zero, qu'une résistance prolongée aurait eu pour effet de faire intervenir la Chine et les forces européennes, avec pour conséquence de partager le pays en trois zones de contrôle, le plongeant dans une guerre civile. Suzaku croit donc que la mort de son père était nécessaire pour le Japon, même s'il pense que les fins atteints par de mauvais moyens n'ont aucun sens. Comme cautionner Zero signifierait pour lui que ses actions contre son père ont été vaines, il choisit donc de se battre dans l'armée Britanienne. Mao sent que Sukazu se ment à lui-même et prétend qu'il place les autres avant sa propre survie, vivant à la frontière de la mort et l'attendant telle une délivrance. (Dans une autre note, d'après Lelouch, la résistance japonaise est plus intense que dans les autres pays car le Japon s'est rendu avant d'avoir épuisé toutes ses forces. Les soldats ont battu en retraite et ont créé la résistance, qui sera soit anéantie, soit assimilée par les Chevaliers Noirs, augmentant ainsi leur force).
Au fil de l'année suivant la 'mort' de Zero, il devient le Knight of Seven en récompense pour avoir livré Lelouch/Zero à l'Empereur. Toujours rejeté à cause de son origine japonaise, il a l'espoir secret de devenir le Knight of One pour libérer le Japon. Il devient le garde du corps de Nunnally devenue Gouverneur général et enquête sur Lelouch qui devait soi-disant avoir perdu la mémoire. Il détestera de plus en plus ce dernier car il devine que son ancien ami est redevenu Zero bien qu'il n'ait aucune preuve, mais il le hait également à cause de la malédiction qu'il lui a jeté : la vie. […]
C.C. (シー･ツー, Shī･Tsū)
- Seiyū : Yukana
- Surnoms : " La Sorcière Grise "
- Âge : 16 ans (en apparence)
- Carrure : filiforme
- Taille : 160 cm

Malgré sa place importante et essentielle dans l'histoire, nous ne savons pas grand chose sur cette C.C., excepté qu'elle a un lien direct avec l'armée britanienne, et que Clovis était responsable des recherches effectuées sur elle. Le jour de sa rencontre avec Lelouch, elle passe un pacte avec lui et reste près de lui pour surveiller leurs faits et gestes. Elle sauve également Zero à plusieurs reprises.
Lymphatique, imperturbable et flegmatique au possible, rien ne l'étonne ni ne l'émeut. Elle considère Lelouch comme un simple partenaire plus ou moins "jetable", et souhaite juste qu'il réalise son souhait le plus cher...
On apprend par la suite son histoire : née il y a de cela quelques siècles, elle était une enfant très pauvre, élevée en tant qu'esclave sur les routes. Frappée et humiliée au cours de ses voyages, elle fut réduite à mendier et à vendre ses services à qui voudrait bien d'elle. Elle fut recueillie par une Bonne sœur, cette dernière dépositaire du Code qui la rendait immortelle et lui conférait la capacité de transmettre le pouvoir des rois, le Geass. Cette dernière lui en confia un, celui de se faire aimer de n'importe qui, car c'était le plus grand rêve de C.C.. Au fil du temps, elle devint une jolie et simple demoiselle à qui tous les hommes faisaient la cour, mais son Geass avait atteint son apogée. À ce moment-là, la Bonne sœur la força à l'assassiner car elle était éternelle et ne pouvait plus supporter la vie ; seule une personne dont le Geass était au maximum pouvait la tuer.
Les siècles passèrent, et là tout devient flou. On sait juste qu'après ce meurtre elle devint immortelle à son tour, et qu'elle a un lien avec le Culte du Geass, une organisation qui enseigne ce pouvoir à d'innombrables personnes. Elle était une proche de Marianne, la mère de Lelouch. Elle confia un Geass à Marianne vi Britannia, à Mao et à Lelouch dans le seul but que l'un d'eux atteigne l'apogée de son Geass et puisse mettre fin à l'existence de C.C à son tour.
Kallen Stadtfeld / Kallen Kozuki (カレン・シュタットフェルト, Karen Shutattoferudo)
- Seiyū: Ami Koshimizu
- Âge: 17 ans
- Carrure : filiforme
- Signe du Zodiaque: Bélier
- Groupe sanguin: B
- Taille: 165 cm
- Rôle : Membre de la résistance, As des Chevaliers Noirs aux commandes du Lotus pourpre, Capitaine de l'escouade Zero, Garde du Corps de Zéro.

Kallen Kozuki/Stadfeldt est une métisse, mi britannienne, mi japonaise, mais préfère se définir en tant que japonaise; Elle intervient au début de l'histoire en tant que membre de la résistance, faisant partie de l'équipe qui vole la bonbonne de gaz contenant C.C.; C'est à travers elle que Lelouch prendra le contrôle de la résistance qu'il transformera en ordre des chevaliers noirs; Hors de ses prérogatives en tant que membre des rebelles, Kallen est également élève à la prestigieuse Académie Ashford, au sein de laquelle elle cumule les absences en simulant une santé fragile et une personnalité effacée ; Elle vit avec son père, noble britannien, et sa belle mère, dans une maison où sa mère, qui est japonaise est employée; Kallen est née d'une relation entre le maitre de maison et la bonne, mais a été élevée en tant que britannienne, condition qu'elle rejette de tout son être;
Son frère, Naoto, qui est mort avant le début de la série, avait fondé la résistance, Kallen se bat en sa mémoire et pour la cause d'un Japon libre; Elle soupçonnera rapidement Lelouch d'être Zero, mais celui-ci se débarrassera rapidement de ses soupçons; Au cours de la série, Kallen se révélera être le meilleur pilote de l'ordre des chevaliers noirs, capable de rivaliser avec Cornelia, et avec Suzaku, elle gagnera rapidement du grade au sein de l'organisation au point de devenir capitaine de l'escouade Zero;
Si elle restera totalement engagée au sein de la rébellion, elle s’expérimentera malgré tout une double vie très similaire à celle de Lelouch au sein de l'Académie Ashford. Elle est totalement dédiée à Zero, il symbolise l'espoir d'une cause pour laquelle elle se battait en attendant la mort avant de le rencontrer.
Kallen découvrira l'identité de Zero en même temps que Suzaku, sur l'ile de Kamine, elle sera incapable d'accepter l'idée que Lelouch et Zero sont la même personne et fuira laissant les deux amis se faire face.
Kallen réapparaitra au commencement de la seconde saison, faisant partie de la bande qui veut récupérer Lelouch, dont les souvenirs ont été effacés; C.C., Kallen et Urabe parviendront à leurs fins à la tour de Babel, et elle confrontera finalement Lelouch sur tout ce qu'elle aura appris durant les 2 années d'ellipse, notamment au sujet du Geass, inquiète que sa dévotion passée n'ait été que le résultat du Geass sur elle ;
Lelouch parviendra à la convaincre et elle se rangera de nouveau à ses côtés, prenant soin de diviser Lelouch et Zero dans sa manière d'être avec chacun d'entre eux ; Durant la saison 2, sa relation avec Lelouch évoluera, elle finira par faire la paix avec l'idée que lui et zéro sont en fait une même personne et entrera dans le cercle très fermé des personnes importantes pour Lelouch, elle disposera également d'un nouveau Gurren et sera un élément capital lors des batailles.
Lorsque Lelouch devient empereur, elle est vite brisée par son indifférence, avant de lui offrir un dernier baiser signe de son affection passée, et de lui déclarer une guerre à mort.

## Opposants à Britannia
Kyōshirō Tōdō (藤堂 鏡志朗, Tōdō Kyōshirō)
- Seiyū: Yūji Takada
- Âge: 37 ans
- Carrure : filiforme

Ancien colonel de l'armée japonaise, il s'illustra durant l'invasion britanienne. Il remporta la seule victoire japonaise face aux knightmares de Britannia. On l'appelle depuis lors le "miracle d'Itsukushima". Après la défaite, il rejoignit le général Katase au sein du Front de Libération du Japon. Il y créa une équipe de combattants d'élite sélectionnés parmi ses anciens hommes, le Shisei-ken. Après le désastre général de la bataille de Narita et la mort de Katase dans les épisodes 10, 11 et 12, il erre avec le Shisei-ken (les quatre épées saintes) avant d'être capturé et incarcéré. Zero le sauve dans l'épisode 17 à la demande de ses hommes et fait de lui par la suite le responsable militaire de l'Ordre des chevaliers noirs. Il sera évincé de ce poste par le stratège chinois Li Xingke, mais conservera cependant une grande influence sur les affaires militaires de l'Ordre.
Nagisa Chiba (千葉 凪沙, Chiba Nagisa)
- Seiyū: Saeko Chiba

C'est la seule femme membre du Shisei-ken. Elle est amoureuse de Tôdô, mais demeure une disciple dévouée. Elle a été nommée chef du premier escadron de l'Ordre des Chevaliers Noirs par Zero dans l'épisode 18. Elle et Tôdô sont les survivants du Shiseiken à la fin de la série.
Shōgo Asahina (朝比奈 省悟, Asahina Shōgo)
- Seiyū: Atsushi Kisaichi

Cet homme est membre du Shisei-ken. Il porte des lunettes. Il est tué par l'explosion de Freya dans la colonie de Tokyo, tout en dénonçant à Tôdô les agissements de Zéro couverts par les opérations spéciales top-secrètes de l'Ordre.
Ryōga Senba (仙波 崚河, Senba Ryōga)
- Seiyū: Yukata Shimaka

C'est un homme membre du Shisei-ken caractérisé par sa rondeur. C'est le membre le plus âgé et un soldat vétéran. Il a été nommé leader du second escadron de l'Ordre des Chevaliers Noirs par Zero dans l'épisode 18. Au cours de la seconde saison, Senba est vaincu par une attaque surprise de lord Gino Weinberg, l'un des Chevaliers de la Table Ronde, qui le qualifie de "faible [par rapport au niveau des Chevaliers de la Table Ronde]".
Kōsetsu Urabe (卜部 巧雪, Urabe Kōsetsu)
- Seiyū: Issei Futamata

Cet homme est le quatrième membre du Shisei-ken. Il est caractérisé par ses cheveux bleus et son visage allongé. Sur le point d'être vaincu par Rollo au début de la seconde saison, il se sacrifie héroïquement en se faisant seppuku, dans l'espoir d'emporter le mystérieux knightmare avec lui tout en sauvant Lelouch. C'est le seul du groupe des "Quatre Epées Saintes" à avoir reconnu et accepté Lelouch comme le "sauveur du Japon" sans son masque de Zéro, bien qu'à ce moment-là il n'était probablement pas au courant de l'existence du Geass, la mort héroïque d'Urabe témoigne de sa loyauté de samouraï envers Zéro et sa patrie.
Kaname Ōgi (扇 要, Ōgi Kaname)
- Seiyū : Mitsuaki Madono
- Âge : 26 ans
- Signe du Zodiaque : Poisson
- Carrure : filiforme
- Groupe sanguin : O
- Nunnally in Wonderland : Un Homard

Ôgi était le chef d'un groupe terroriste après la mort du frère de Kallen (qu'on ne voit pas car mort avant le début de la série). C'est un des plus anciens soutiens de Zero et de l'Ordre des Chevaliers Noirs. Il aura une liaison avec une Viletta Nu amnésique, une soldate britanienne qui tente de l'éliminer, bien qu'ils gardent par la suite de profonds sentiments l'un envers l'autre.
Diethard Ried (ディートハルト・リート, Dītoharuto Rīto)
- Seiyū : Jouji Nakata
- Âge : 31 ans
- Signe du Zodiaque : Verseau
- Carrure : filiforme
- Groupe sanguin : AB

Diethard est un journaliste en chef britannien qui s'ennuie des mondanités du monde créées par les invasions britanniennes. Lors de la première apparition de Zero au monde, son rêve devient alors de créer un show qui reconstitue la montée au pouvoir de l'OdCN jusqu'à la défaite de Britannia. Spécialiste de la manipulation de l'information, il jouera souvent le rôle du conseiller machiavélique de Zero. Diethard voue une admiration sans borne à Zero, et rejoint très vite l'ordre des Chevaliers Noirs pour être au plus près de son idole et des évènements de la guerre. Lelouch lui accorde beaucoup de confiance, persuadé que son but est de faire de Zero un "dieu" aux yeux du monde.
Raksharta (ラクシャータ, Rakushāta)
- Seiyū: Masayo Kurata
- Nunnally in Wonderland : Absolem la Chenille

Rakshata est une ingénieur indienne qui rejoindra l'Ordre des Chevaliers Noirs ; elle peut être considérée comme la rivale de Lloyd, tout aussi intelligente et d'aspect décontracté.
Shinichirō Tamaki (玉城 真一郎, Tamaki Shin'ichirō)
- Seiyū: Kazunari Tanaka
- Âge: 24 ans
- Carrure : filiforme

Tamaki faisait partie du groupe terroriste dirigé par Ôgi. Aux débuts de Zero, il se montrera méfiant et sceptique à son égard. Par la suite, il se dira être « le meilleur ami de Zero », l'admirant et le respectant. Il est de nature plaisantin et moqueur, il s'attribue des mérites et des qualités que tous ne lui reconnaissent pas. Tamaki joue dans la série le rôle de l'homme ordinaire, avec Ôgi, et il se laisse souvent emporté par ses émotions, ce qui le rend aisément manipulable pour des esprits aussi rusés que celui de Lelouch.

### Kyōto
Kaguya Sumeragi (皇神楽耶, Sumeragi Kaguya)
- Seiyū: Mika Kanai
- Nunnaly in wonderland : tweddle dum

Sumeragi est une membre des six grandes familles de Kyoto et semble d'ailleurs être la plus illustre du lot (ce nom de famille indique d'ailleurs un lien de sang avec la famille impériale du Japon, la dynastie Yamato), de ce fait elle est la cousine de Suzaku. La princesse Kaguya tombe rapidement amoureuse de Zero, et s'est auto-proclamée comme étant sa fiancée, puis son épouse. Lors de la seconde saison, elle sera conviée dans le palais impérial de l'Union Chinoise, elle est également l'amie de Tian Zi, le symbole politique de ce pays. Dans la série, Kaguya-hime représente les anciennes familles nobles de l'antique aristocratie de Kyoto, le "Kuge", et la noblesse "Kazoku" de l'empire japonais moderne, qui regroupait les Kuge et la noblesse militaire ("buke") des samouraïs. C'est donc elle qui se rapproche le plus d'une "impératrice du Japon" dans la série Code Geass. Elle devient leader du conseil suprême de la fédération des nations unies, et ordonne en cette qualité la reconquête du Japon.
Taizō Kirihara (桐原泰三, Kirihara Taizō)
- Seiyū: Shinpachi Tsuji

Le Seigneur Kirihara était parmi ceux qui soutenaient dans l'ombre des politiques de résistances de Kururugi Genbu, le père de Suzaku, lors de l'invasion britannienne. Il est connu en tant que fondateur des industries Kirihara, spécialisées dans le forage de la sakuradite. Il s'est ensuite associé à Britannia et a participé à la colonisation, il fut appelé « Kirihara le traître ». Mais en réalité, il est avec Kaguya le chef des files des six grandes familles de Kyôtô qui soutiennent la résistance japonaise. Il demandera à voir Zero, et s'apercevant qu'il s'agit de Lelouch, qu'il connut à l'âge de 9 ans, lorsque lui et Nanaly furent envoyés au Japon en tant qu'otages, il se portera garant de sa haine envers Britannia et recommandera à Ôgi de le suivre. Il enverra des équipements et des informations à L'Ordre des Chevaliers Noirs. Déterminé et noble de sang et d'esprit, le seigneur Kirihara se sacrifie en emportant l'identité de Zero dans sa tombe, sans savoir que l'empereur Charles était déjà au courant de cela.

## Armée Britanienne

### Knights of Round
Les Knights of Round sont l'élite absolue de l'armée Britannienne. Au nombre de douze, ils ont été sélectionnés pour leur maitrise au combat de leur Knightmare. Ils sont placés sous les ordres directs de l'Empereur, et sont classés du plus puissant (no 1) au plus faible (no 12), mais ce dernier reste tout de même un redoutable adversaire. Ils se placent au-dessus des lois et ont les mêmes privilèges que les plus grandes instances de nobles. Le Knight no 1 a le privilège de pouvoir choisir la Zone qui lui plait et d'en devenir le Gouverneur Général.
Knight of One (no 1)
- Nom du pilote : Bismarck Waldstein
- Nom du mecha : Galahad (son épée a été baptisée Excalibur par l'Empereur)

Knight of Two (no 2)
- Nom du pilote : Michele Manfredi
- Nom du mecha : Vercingetorix

Knight of Three (no 3)
- Nom du pilote : Gino Weinberg
- Nom du mecha : Tristan, le Knightmare transformable
- Nunnally in Wonderland : Chevalier Rouge

Knight of Four (no 4)
- Nom du pilote : Dorothea Ernst
- Nom du mecha :…

Knight of Five (no 5)
- Nom du pilote :…
- Nom du mecha :...

Knight of Six (no 6)
- Nom du pilote : Anya Alstreim
- Nom du mecha : Mordred
- Nunnally in Wonderland : Le Lapin Blanc

Knight of Seven (no 7)
- Nom du pilote : Suzaku Kururugi
- Surnom : Le Faucheur blanc de Britannia
- Nom du mecha : Lancelot

Knight of Eight (no 8)
- Nom du pilote :…
- Nom du mecha :...

Knight of Nine (no 9)
- Nom du pilote : Nonette Enneagram
- Nom du mecha:...

Knight of Ten (no 10)
- Nom du pilote : Luciano Bradley
- Surnom : Le Vampire de Britannia
- Nom du mecha : Perceval

Knight of Eleven (no 11)
- Nom du pilote :…
- Nom du mecha:...

Knight of Twelve (no 12)
- Nom du pilote : Monica Krushevski
- Nom du mecha : Florence

~ Rang spécial ~
Lors de la prise de pouvoir de Lelouch en tant qu'Empereur (épisode 21 de la saison 2), ce dernier va créer un nouveau Chevalier, celui du Knight of Zero, en référence à son identité secrète et au fait que le poste de One est déjà pris (le Zero est plus important que le One). Il y nommera Suzaku, étant redevenu son allié.
Knight of Zero (no 0)
- Nom du pilote : Suzaku Kururugi
- Nom du mecha : Lancelot Albion

### Soldats
Jeremiah Gottwald (ジェレミア・ゴットバルト, Jeremia Gottobaruto)
- Seiyū : Ken Narita
- Âge : 28 ans
- Groupe sanguin: A
- Signe du Zodiaque : Lion
- Grade : Margrave
- Nunnally in Wonderland : Le Jaberwock

Membre de la faction Puriste de l’armée Britannienne. Jeremiah pense en effet que celle-ci ne devrait être composée que par des Britanniens. Il est un pilote d'élite de Knigthmare (Sutherland). Après la disgrâce du général Bartley, Jeremiah voit son influence -et celle de la faction Puriste- croître au sein du gouvernement de la zone 11.
Toutefois, Jeremiah sera manipulé par le Geass de Lelouch afin de l'obliger à libérer Suzaku, accusé du meurtre de Clovis. Après cet incident, il se voit déchu de sa position et de son prestige au sein de l'empire et de nombreux "purs sang" doutent de son innocence. Seule Viletta, qui a elle aussi été affectée par le Geass de Lelouch, semble prêter crédit à sa version des faits. C'est pour laver la faction puriste des soupçons qui pèsent contre elle que Lord Kewell ainsi que d'autres pilotes tend une embuscade à Jeremiah. Dépassé, ce dernier ne réussit à en réchapper que grâce à l'intervention opportune de Suzaku et de Viletta.
Lors de la bataille de Narita, à la tête des forces de réserves, il est vaincu par le Guren de Kallen alors que Zero tente de prendre l'ennemi à revers. Il réussit toutefois à survivre et subit des améliorations cybernétiques, sous l'égide de Bartley. Ces améliorations lui permettent de piloter le Siegfried, un modèle unique de Knightmare, dont le pilotage est fondé sur une interface neuronale directe (seul V.V peut le piloter également). Il déteste Zéro et n'a de cesse de vouloir le tuer, au point de devenir fou.
Lors de la saison 2, il sert l'ordre des Geass et son directeur V.V en tant qu'assassin. Les implantations cybernétiques que V.V. a réalisé dans son œil gauche lui ont permis d'acquérir lui-même un Geass, le Geass Canceller, qui lui permet d'annuler les effets de tous les autres Geass sur les personnes affectées. Cela permet par exemple à Shirley de retrouver la mémoire quant à l'identité de Zero. Lorsqu'il apprend lui-même la véritable identité de Zero, prince de Britannia, il lui prête allégeance. Lors de la bataille finale, il combat et vainc Anya, Knight Of Six. Il utilise son Geass Canceller pour lui rendre ses souvenirs. À la fin de la saison, il se retire dans une ferme afin de cultiver des oranges, avec Anya.
Viletta Nu (ヴィレッタ・ヌゥ, Biretta Nu)
- Seiyū : Akeno Watanabe
- Âge : 26 ans
- Carrure : filiforme
- Groupe sanguin: B
- Signe du Zodiaque : Gémeaux
- Grade : Baronne (au début de la saison 2)
- Nunnally in Wonderland : Le Griffon

C'est une pilote d'élite de Knightmare, une membre de la faction Puriste et une collaboratrice proche de Jeremiah Gottwald. Contrairement à la plupart des "Purs Sang", elle ne jouit pas d'un titre de noblesse héréditaire (mais espère précisément en obtenir un grâce à son engagement chez les puristes).
Elle apparait pour la première fois dans le second épisode et Lelouch lui vole son Knightmare (un Sutherland) grâce à son Geass. Comme toutes les personnes affectées par le Geass de Lelouch, elle ne se souvient pas de cet évènement. Lorsque Jeremiah présente des troubles de mémoire similaires, après qu'il a laissé échapper Suzaku, Viletta soupçonne qu'il a lui aussi été victime de Lelouch. Après la bataille de Narita, grâce à l'aide de Shirley, elle parvient à découvrir l'identité de Lelouch. Toutefois, afin de protéger Lelouch, Shirley lui tire dessus. Elle est découverte blessée et inconsciente par Ôgi Kaname, un membre dirigeant de l'OdCN. Amnésique, elle a une liaison avec Ôgi. Lorsqu'elle retrouve enfin la mémoire, elle tente de l'assassiner, mais échoue. Un an après la Black Rebellion (saison 2), elle se voit accorder le titre de Baronne pour avoir révélé la véritable identité de Zero, et avoir découvert son Geass. Elle est désormais employée par les services secrets Britanniens. Elle devient le professeur de sport de Lelouch à l'Académie Ashford, mais ce n'est qu'une couverture afin de surveiller Lelouch et surtout afin de retrouver la trace de C.C.
Toutefois, elle est contrainte de rejoindre le camp de Lelouch, celui-ci la faisant chanter et menaçant de révéler sa liaison avec un Eleven un an auparavant (Ôgi). Elle tente une nouvelle fois d'assassiner Ôgi, mais est interrompue par Sayoko. Elle est capturée par l'OdCN et Diethard l'utilise comme moyen de pression sur Ôgi, afin de le persuader de ne pas nuire à Zero. On apprend dans les derniers épisodes qu'elle est enceinte d'Ôgi. Lors de la bataille finale, elle demeure à Horai Island. À la fin de la saison, elle épouse enfin Ôgi. Il est à noter que la plupart des personnages majeurs de la série assistent à ce mariage.
Rollo (ロロ・ランペルージ, Roro Ranperūji)
- Seiyū : Takahiro Mizushima
- Surnoms : "Le déchet"
- Âge : ??
- Carrure : filiforme
- Groupe sanguin: ???
- Grade : agent des services secrets Britaniens
- Nunnally in Wonderland : La Tortue

Rollo est un jeune agent des Services Secrets qui se fait passer pour le frère de Lelouch, se substituant à Nanaly, afin de surveiller ce dernier. Il possède également un Geass, lui permettant d'arrêter temporairement l'horloge interne et les mouvements des individus à proximité (son cœur s'arrête à chaque utilisation ce qui limite son utilisation).
Depuis son plus jeune âge, il a assassiné, en utilisant son Geass, d'innombrables personnes pour le compte des services secrets. À tel point qu'il compare le fait de tuer à une action naturelle, telle que respirer… Il semble toutefois souffrir d'une certaine instabilité mentale que Lelouch exploite. En effet, à force de se faire passer pour le frère de Lelouch, il noue un lien affectif profond avec ce dernier. Il passe définitivement de son côté quand, lors de la fuite du consulat de la fédération Chinoise, Lelouch le « sauve » (il s'agit en fait d'une mise en scène). Il pilote un Knightmare nommé le 'Vincent', modèle de série construit sur la base du Lancelot. Après l'attaque menée par Jeremiah contre l'académie Ashford, Rollo rencontre Shirley qui lui déclare qu'elle a retrouvé la mémoire et qu'elle souhaite aider Lelouch à retrouver Nannaly. Se considérant comme le seul frère de Lelouch, Rollo ne supporte pas cette allusion à Nanaly et décide de tuer Shirley. Lelouch cherche alors à se débarrasser de Rollo pour venger Shirley, en vain. Rollo finit par sauver Lelouch lors de la trahison de l'OdCN, déclarant qu'il agit ainsi en suivant « sa propre volonté, en tant qu'être humain ». Il utilise alors son Geass de façon excessive pour permettre à Lelouch de s'échapper, et meurt en conséquence, d'un arrêt cardiaque. Lelouch enterre rapidement sa dépouille après avoir réussi à s'enfuir.

## Membres de la Famille Royale de Britannia
Charles di Britannia (シャルル・ジ・ブリタニア, Sharuru ji Buritania), Empereur de Britannia (ブリタニア皇帝, Buritania Kōtei)
- Seiyū : Norio Wakamoto
- Âge : 65 ans
- Groupe sanguin: ???
- Carrure : filiforme
- Place hiérarchique : 98e empereur de Britannia
- nunnaly in wonderland : le roi de cœur

Il est l'homme le plus influent de l'Empire, si ce n'est du monde. Homme puissant, charismatique et sans scrupules, il est pour Lelouch l'incarnation du mal et de la loi de la jungle. Chacun de ses enfants sont des successeurs potentiels au trône, Lelouch étant le 17e. Pour contrôler ses Colonies, il les confie aux prétendants à la succession ou à des gouverneurs issus de l'aristocratie. Il est lui-même détenteur d'un geass qui lui fut confié par V.V, son frère aîné, permettant de manipuler à volonté la mémoire d'un individu. Son objectif est de créer à sa convenance un univers calme et sans mensonges, immuable, voire parfait. Il se fera assassiner par Lelouch et le pouvoir de Dieu, malgré l'immortalité qu'il avait volé à V.V en échange de son Geass.
Marianne vi Britannia (マリアンヌ・ヴィ・ブリタニア, Mariannu vi Buritania)
- Seiyū : Asaka Kubo
- Âge : 30 ans
- Groupe sanguin: ???
- Carrure : filiforme
- Place hiérarchique : Impératrice
- nunnaly in wonderland : la reine de cœur

Marianne est la mère de Lelouch et de Nunnally. Elle se fera assassiner par un soi-disant acte terroriste lorsque Lelouch n'avait que 10 ans, sous les yeux de ses deux enfants. À la suite de cela, Lelouch s'opposa à son père l'Empereur car il lui reproche de ne pas avoir protégé sa mère; celui-ci se fera exiler avec sa sœur au Japon. On découvre par la suite que Marianne possédait un Geass, celui de voyager dans le cœur des gens. Or, lors de son assassinat, une jeune fille du nom de Anya Alstreim se trouvait proche d'elle, ce qui lui permit de voyager à travers l'âme de celle-ci avant de mourir, et lui permit ainsi de survivre jusqu'à aujourd'hui. Après que Lelouch aura découvert la vérité sur les intentions de son père, elle se fera définitivement annihiler en même temps que son mari par Lelouch.
Lelouch vi Britannia (ルルーシュ・ヴィ・ブリタニア, Rurūshu vi Buritania)
- Place hiérarchique : 17e Prince de Britannia, puis 99e Empereur de Britannia

(voir plus haut) Lelouch devient Empereur un mois après avoir assassiné ses parents, en s'auto-proclamant comme le nouvel Empereur de Britannia lors d'une retransmission télévisée mondiale. Il tente un coup d'État au cœur de la FNU, et engage un combat sans merci entre ses troupes et celles de Schneizel, ces dernières aidées par le Damoclès. Il réussit à contrôler la volonté de Schneizel en lui tendant un piège, retrouve sa sœur et s'impose au monde comme un tyran, puisque personne ne peut plus lui résister. Pour permettre au monde de vivre en paix, il décide de porter la responsabilité de toutes les guerres passées et demande à Suzaku de l'assassiner publiquement en portant le costume de Zero pour qu'il reste le symbole de liberté qu'il a toujours représenté. Nunnally comprendra la vérité au moment de la mort de Lelouch et le ressentiment de Kallen envers Lelouch se transforme en compassion dès lors qu'elle comprit son plan. Cela fait de lui le dernier empereur de Britannia. Personne à présent ne pourrait confirmer s'il est réellement mort ou vivant, car beaucoup de fans supposent que Lelouch prit le Code de C.C avant de mettre son plan à exécution, voire qu'il finit par recevoir celui de V.V après que Charles a été annihilé par "Dieu".
Nunnally vi Britannia (ナナリー・ヴィ・ブリタニア, Nanarī vi Buritania)
- Seiyū : Kaori Nazuka
- Âge : 14 ans
- Date de naissance 2002/10/25
- Signe du Zodiaque : Scorpion
- Carrure : filiforme
- Groupe sanguin: AB
- Place hiérarchique : 87e Princesse de Britannia & Gouverneur général de l'Area 11
- Nunnaly in wonderland : Nunnaly (alice)

Blessée lors de l'attentat contre sa mère. Elle est depuis aveugle et paraplégique. D'un tempérament doux et amical, elle ignorera que son frère et Zéro ne font qu'un jusqu'à un stade avancé de la série et désapprouvera fortement leurs actes de violence. Elle est manipulée jusqu'à la fin par Lelouch, mais celui-ci entre en crise de nerfs à chaque fois qu'un de ses adversaires l'utilise contre lui, puisqu'elle est la personne la plus importante de toutes à ses yeux. Le seul but de Nunnally est de vivre tranquillement avec Lelouch ; cet objectif ne sera jamais vraiment rempli, à cause de son apparent décès tragique dans l'explosion de Tokyo, alors qu'elle tentait de fuir...
Elle est également constamment manipulée par son frère Schneizel, qui la monte contre Lelouch en tant que pression psychologique. C'est par ailleurs elle qui possède le détonateur des missiles Freyja, et elle s'en sert pour tenter d'expier les péchés de son frère, sur le Damoclès. À la fin de la série, elle retrouve finalement la vue et est incarcérée par son frère, qu'elle déteste et qu'elle prend pour un dangereux psychopathe. C'est en pleurant sur son cadavre qu'elle se rend compte qu'il avait tout manigancé depuis le début, et qu'il s'était transformé en monstre uniquement pour qu'elle et le monde aillent mieux. Sous la paix qui suit, elle est vraisemblablement une dirigeante influente du monde libéré et protégée par Suzaku, le nouveau Zero.
Clovis la Britannia (クロヴィス・ラ・ブリタニア, Kurovisu ra Buritania)
- Seiyū : Nobuo Tobita
- Âge : 20 ans
- Signe du Zodiaque : Balance
- Carrure : filiforme
- Groupe sanguin: O
- Place hiérarchique : 3e Prince de Britannia & Gouverneur général de l'Area 11 où il maltraite ceux que son peuple nomme avec mépris les "Elevens" (Japonais).

Il est étroitement lié à Lelouch puisqu'il est son demi-frère. Il se fera assassiner d'une balle par Lelouch/Zero après avoir avoué qu'il ne sait rien d'intéressant sur le meurtre de Marianne, la mère de Lelouch. Sa sœur Euphemia lui succèdera à son poste de Gouverneur général de l'Area 11.
Cornelia li Britannia (コーネリア・リ・ブリタニア, Kōneria ri Buritania)
- Âge : 24 ans
- Signe du Zodiaque : Capricorne
- Groupe sanguin: O
- Carrure : filiforme
- Place hiérarchique : Seconde Princesse de Britannia
- Nunnaly in wonderland : le roi blanc

Surnommée "Déesse de la victoire" de par son acharnement à vaincre ses ennemis, elle est presque capable de rivaliser avec Lelouch en matière de stratégie. Elle est pratiquement morte fusillée alors qu'elle cherchait à arrêter son frère Schneizel dans sa quête de pouvoir dictatorial.
Euphemia li Britannia (ユーフェミア・リ・ブリタニア, Yūfemia ri Buritania)
- Surnom : Euphie/La princesse génocide
- Âge : 16 ans
- Signe du Zodiaque : Balance
- Groupe sanguin: B
- Carrure : filiforme
- Place hiérarchique : 3e Princesse de Britannia
- Nunnaly in wonderland : la reine blanche

Euphemia li Britannia est la troisième princesse de la famille impériale du Saint-Empire de Britannia. Âgée de 16 ans, elle est la demi-sœur de Lelouch Lamperouge, celle dont il se préoccupe le plus, après Nunnally. Elle a une sœur aînée, Cornélia, qu'elle admire beaucoup malgré leurs divergences d'opinions. Peu après la mort de Clovis, elle est choisie pour devenir le Sous-Gouverneur de la Zone 11, un rôle qu'elle avoue ne pas apprécier plus que cela à cause de son rôle de "pot de fleurs". Elle se démarque par une horreur des combats en général et une nature paisible, mais se révèle capable de piloter un Knightmare Frame, comme on le verra à la bataille de la Base Impériale de Shikine Island.
Même si on lui reproche souvent d'être naïve et trop innocente, avec ses idéaux qui entrent fréquemment en conflit avec la dure réalité politique, elle reste une personne d'une douceur, d'un optimisme et d'une ouverture d'esprit qui font qu'elle traite tout le monde avec respect, peu importe leur milieu social ou leur origine ethnique. Elle est la deuxième personne de la Famille Impériale à découvrir que Lelouch est en vie et la première à savoir qu'il est Zero, chose qu'elle avait découvert lors de la prise d'otages, bien qu'elle décida de ne rien révéler. Dans son enfance, elle était très proche de Lelouch et Nunnally. Au cours de la série, elle développe une relation amoureuse très romantique avec Suzaku Kururugi, surtout grâce à leur façon de penser : selon eux, un problème ne peut être changé que de l'intérieur, et uniquement par la paix.
Euphémia apparaît pour la première fois dans le cinquième épisode : elle saute du haut d'une fenêtre et atterrit dans les bras de Suzaku, qui vient tout juste d'être innocenté du meurtre du Prince Clovis. Si lui ne la reconnaît pas, ce n'est pas le cas de la jeune fille. On ignore si elle fut un peu méfiante à son encontre, toujours est-il qu'en se faisant appeler "Euphie" - le surnom que sa famille lui donne -, ils passent la journée ensemble dans la Zone 11. Ils deviennent rapidement amis et Euphémia, après avoir été contrainte de lui révéler son identité, lui demande son aide pour empêcher que d'autres personnes souffrent du décès de leurs proches, tout comme elle l'a été à la mort de Clovis, et tout comme elle pense que Suzaku l'a été à la mort de son père, l'ancien Premier Ministre Kururugi.
Lorsqu'elle se retrouve prise en otage avec un groupe de touristes par le Front de Libération du Japon à l'hôtel du lac Kawaguchi, Euphémia tente d'utiliser son rang de princesse pour obtenir la libération des autres otages, en vain. Elle ne sera sauvée que par l'intervention de Lelouch, sous le pseudonyme de Zero, à la tête des Black Knights. Lors de leur rencontre, Lelouch constate que sa demi-sœur est restée la même depuis sept ans et il n'est pas surpris de la voir réagir ainsi ; elle n'est pas inquiétée par l'attitude son demi-frère, et ne garde aucune haine de ses actions. Même s'il tente de l'effrayer en braquant son revolver sur elle, il décide finalement de ne pas la tuer et de lui laisser un répit.
Préoccupée par la sécurité d'Euphémia qu'elle aime par-dessus tout, Cornélia persuade sa sœur cadette de prendre sous son commandement un chevalier pour la protéger. Malgré les conseils de Cornélia, Euphémia choisit Suzaku comme chevalier, ce qui provoque un scandale dans l'aristocratie britanienne, qui se sent lésée par ce choix. Cela inquiète Cornélia, qui comprend alors que les idéaux de sa petite sœur ne lui apporteront que des ennuis... Elle la met en garde, mais la jeune fille s'entête. Peu lui importe que les gens parlent d'elle en de mauvais termes, du moment qu'elle peut se sentir utile aux autres. C'est d'ailleurs cette constatation qui va la mener dans un état de dépression, dont elle ne sortira que grâce à sa rencontre avec l'une de ses fans, Nina Einstein ; de cette discussion, Euphémia comprendra qu'elle éprouve pour Suzaku bien plus que de l'amitié…
Un de ses plus grands vœux était de créer une zone Britanno-japonaise libre, où les peuples circuleraient dans le respect mutuel et la paix, afin d'éviter un conflit majeur qui tournerait à l'insurrection. Cet objectif n'a malheureusement jamais abouti.
La princesse impériale est assassinée par son propre frère Lelouch d'une balle dans le ventre, alors qu'elle avait complètement perdu la raison et ordonné le génocide total des japonais, ceci venant du fait que Lelouch l'avait accidentellement soumise au Geass. Elle est une des uniques personnes connues à avoir vaincu le Geass, sur son lit de mort, en faisant ses adieux à son chevalier.
Schneizel el Britannia (シュナイゼル・エル・ブリタニア, Shunaizeru eru Buritania)
- Seiyū : Norihiro Inoue
- Âge : 26 ans
- Place hiérarchique : 2e Prince de Britannia
- Carrure : filiforme
- Nunnaly in wonderland : le roi rouge

Schneizel El Britannia est le second prince de la famille Britannia. Doté d'une intelligence largement supérieure au commun des mortels, Lelouch dit de lui qu'il "pense comme un démon" pour son Machiavélisme poussé et l'un de ses acolytes le décrit comme "libre de toutes attaches, même envers sa propre vie". D'après Clovis La Britannia, Schneizel sait ce qui s'est passé dans le meurtre de l'impératrice Marianne. L'empereur semble lui faire confiance. Il était le seul à pouvoir battre Lelouch aux échecs. Schneizel possède également un énorme vaisseau flottant nommé Avalon. Il va par la suite s'allier avec l'OdCN en dévoilant l'identité de Zero, pour le tuer et maîtriser le cours des actes terroristes. Malgré cela, il voudra se débarrasser de l'OdCN et se fera piéger par Lelouch, succombant à son Geass et devenant son allié.
Odysseus el Britannia
- Seiyū : ?
- Âge : 30 ans
- Place hiérarchique : 1er Prince de Britannia
- Carrure : filiforme

A failli être marié à l'Impératrice de la Fédération Chinoise, Tian Zi. Profitant de l'agitation créée par Li XingKe qui attaque le gouvernement des Eunuques en plein milieu du mariage, Lelouch capture la mariée et romps le mariage prévu par les Généraux Eunuques, ridiculisant Odysseus du même coup. Ne joue pas un grand rôle dans la série, à cause de son incompétence et de sa platitude notoire. Lelouch le qualifie de "prince inutile" tandis que Schneizel le traite comme un outil et un faire-valoir à son propre génie.

## Académie Ashford
- Lelouch Lamperouge
  - Suzaku Kururugi
  - Kallen Stadtfeld
  - Shirley Fenette (Seiyū : Fumiko Orikasa)

"Petite amie" de Lelouch. Jeune fille très sociale, pleine de vie et aimant tendrement son camarade Lelouch, bien qu'elle sache parfaitement qu'il est le meurtrier de son père. Constamment manipulée par le Geass, elle meurt dans les bras de Lelouch, tuée par Rollo d’une balle dans le ventre alors qu'elle voulait aider Lelouch dans son combat contre l'injustice.
- Nunnally Lamperouge

- Rivalz Cardemonde (Seiyū : Noriaki Sugiyama)

- Nina Einstein (Seiyū : Saeko Chiba)

Cette étudiante surdouée ayant attirée le regard du pr. Lloyd est d'une fierté sans borne d'être britannienne, bien qu'elle soit de nature timide et morose. Elle tombe démesurément amoureuse de la princesse Euphemia et, à l'annonce de sa mort, elle tombe dans une folie meurtrière qui la conduisit à inventer une série d'armes de destructions massives totalement monstrueuses. Son rêve le plus cher est d'assassiner Zero pour venger Euphemia. Mais après avoir réalisé le nombre de morts qu'a causé son arme "nucléaire", elle mit sa haine de côté, notamment en aidant Lelouch à contrer ses missiles sachant qu'il s'agit de Zero.
- Sayoko Shinozaki (Seiyū : Satomi Arai)

- Milly Ashford (Seiyū : Sayaka Ohara)

Présidente du conseil des élèves. Issue de la bourgeoisie, elle est pressentie pour épouser le comte Lloyd, chose qu'elle se refuse de faire au moment décisif, par manque d'intérêt (celui-ci n'en gardera aucune gêne). Excentrique, bavarde, un peu farfelue, avide de commérages divers, elle dirige l'académie d'une main de fer dans un gant de velours, et fait subir aux autres ses innombrables farces. À la suite de sa promotion, elle devient présentatrice à la télévision.